# 첼로 (웹 브라우저)
첼로(Cello)는 윈도우 3.1용으로 개발한 초창기 웹 브라우저이자 고퍼 클라이언트이다. 코넬 대학교 법령 정보 연구소의 토머스 R. 브루스가 개발해 1993년 6월 8일에 공개했다. 마지막 판은 1994년 4월 9일 공개한 1.01a이다.
많은 법률가들은 컴퓨터에 마이크로소프트 윈도우를 사용하고 있었으나, 당시 웹 브라우저들은 대부분 유닉스용으로 개발되어 있었다. 즉 많은 법률 전문가들이 월드 와이드 웹을 통해 법률 정보에 접근하는 것이 불가능했다.

## 같이 보기
- 모자이크 (웹 브라우저)
- Libwww